# Société américaine des ichtyologistes et des herpétologistes
La Société américaine des ichtyologistes et des herpétologistes (en anglais American Society of Ichthyologists and Herpetologists, ASIH) est une organisation internationale dévolue à l’étude scientifique de l’ichtyologie (l’étude des poissons) et de l’herpétologie (l’étude des reptiles et des amphibiens). Le but premier de cette Société est de contribuer à améliorer les connaissances sur ces organismes, de diffuser ses connaissances grâce à des publications, des conférences et d’autres méthodes, et d’encourager et de soutenir les jeunes scientifiques qui souhaitent se consacrer à ces disciplines. Les objectifs de l’American Society of Ichthyologists and Herpetologists est de contribuer à la compréhension et à la protection de la diversité naturelle et de contribuer à l’usage des ressources naturelles pour le bien être de l’humanité.

## Histoire
Le 27 décembre 1913, John Treadwell Nichols (1883-1958) publie le premier numéro de Copeia, une publication scientifique dédiée aux connaissances sur les poissons, reptiles et amphibiens. Nichols nomme cette publication Copeia en hommage à Edward Drinker Cope (1840-1897), un important ichtyologiste américain du XIXe siècle. Le premier numéro de Copeia comptait quatre pages et cinq articles.
Dans le but d’élargir la diffusion de Copeia d’améliorer la communication parmi les ichtyologistes et les herpétologistes, Nichols rencontre Henry Weed Fowler (1878-1965) et Dwight Franklin à New York. Les trois hommes fondent alors l’American Society of Ichthyologists and Herpetologists ; néanmoins, la création de cette société est souvent uniquement attribué à Nichols.
En 1923, cette société compte environ cinquante membres et Copeia atteint 120 pages. Une équipe éditoriale est établie et a la charge d’assurer la croissance du journal qui devient trimestriel. Aujourd’hui, la société compte plus de 2 400 membres, et Copeia compte 1 200 pages et est disponible dans un millier de bibliothèques à travers le monde.